# موسم حج 1442هـ 2021م
موسم حج 1442هـ 2021م هو فترة إقامة شعيرة الحج لعام 1442 هجريا الموافق للعام 2021 ميلاديا، وما يسبقها من استعدادات تقوم بها حكومة المملكة العربية السعودية لإقامة الفريضة.
أعلنت السعودية في 27 رمضان 1442 هـ الموافق 9 مايو 2021 عن عزمها إقامة شعيرة الحج لعام 1442 هـ بما يكفل -بإذن الله- الحفاظ على صحة وسلامة الحجيج، وذلك وفق الضوابط والمعايير الصحية، والأمنية والتنظيمية التي تضمن الحفاظ على صحتهم وتأدية مناسكهم بيسر وسهولة في بيئة آمنة.

## خلفية
يأتي قرار السعودية إقامة شعيرة الحج للعام 1442 هـ في ظل استمرار جائحة فيروس كورونا للعام الثاني على التوالي، واتخاذ دول العالم عددا من الإجراءات الاحترازية.
وكانت السعودية قررت في العام السابق 2020 إقامة الفريضة وقصرها على حجاج الداخل، نظرا لتعليق السفر دوليا، وذلك حرصا على إقامة الشعيرة بشكل آمن صحيا وبما يحقق متطلبات الوقاية والتباعد الاجتماعي اللازم لضمان سلامة الإنسان وحمايته من مهددات هذه الجائحة، وتحقيقًا لمقاصد الشريعة الإسلامية في حفظ النفس البشرية، حيث خصصت نسبة 30% للسعوديين من الممارسين الصحيين ورجال الأمن المتعافين من الفيروس، فيما خصصت نسبة 70% للمقيمين الذين لم يسبق لهم أداء الحج وتوزعت النسبة على 160 جنسية مقيمة في المملكة. ولقيت هذه الخطوة ترحيبا عربيا وإسلاميا ودوليا واسعا.

## ترتيبات الحج
أعلنت السعودية في 2 ذي القعدة 1442هـ الموافق 12 يونيو 2021 عن الترتيبات الخاصة بموسم حج 1442هـ. وجاءت هذه الترتيبات بحسب ما أعلنته وزارة الحج والعمرة السعودية «في ظل ما يشهده العالم أجمع من استمرار تطورات جائحة فيروس كورونا المستجد (كوفيد 19) وظهور تحورات جديدة له».

### تسجيل الحجاج
أوضحت وزارة الحج والعمرة أن الجهات المختصة - صحيًّا وتنظيميًّا - في السعودية عملت على المتابعة الدقيقة للوضع الصحي العالمي، من أجل ضمان تأدية مناسك الحج وتيسيرها وفق نموذجٍ أمثل، في ظل المستجدات المتسارعة المصاحبة لذلك الوباء، ومدى تقدم دول العالم في تحصين مواطنيها والمقيمين فيها، وعدد الإصابات فيها، مع استصحاب التحذيرات من خطورة ازدياد تفشي العدوى والإصابة في التجمعات البشرية، الصادرة من منظمة الصحة العالمية، ومن الجهات المعنية في المملكة وفي عديد من الدول.
وحرصا على صحة الحجاج وسلامتهم وأمنهم وسلامة بلدانهم أيضًا فقد تقرر قصر إتاحة التسجيل للراغبين في أداء مناسك الحج لعام 1442هـ للمواطنين والمقيمين داخل المملكة العربية السعودية فقط، ممن لم يسبق لهم أداء الفريضة، وذلك من خلال المسار الإلكتروني للحجاج، بما يضمن أداء الشعائر في صحة وأمن وسلامة، مع الالتزام بالضوابط التنظيمية والمعايير الصحية والمتطلبات الأمنية في جميع مراحل اداء الفريضة.

### أعداد الحجاج وجنسياتهم
إضافة للأسباب السابق ذكرها، وبالنظر لطبيعة الحشود في فريضة الحج، التي تقضي أوقاتًا ممتدة في بقاع متعددة ومحددة إتباعًا لترتيب أداء المناسك، مما يجعل تطبيق أعلى درجات الاحترازات الصحية أمراً حيويًا في غاية الأهمية، لحماية صحة الحجاج وضمان سلامتهم، فقد أتاحت الحكومة السعودية أداء الفريضة لعام 1442هـ لإجمالي عدد (60 ألف حاج)، للمقيمين من جميع الجنسيات والمواطنين في المملكة العربية السعودية.

### الاشتراطات الصحية
شددت وزارة الحج على ضرورة أن تكون الحالة الصحية للراغبين في أداء مناسك الحج خالية من الأمراض المزمنة، وأن تكون ضمن الفئات العمرية من (18 إلى 65 عاماً) للحاصلين على اللقاح، وفق الضوابط والآليات المتبعة في المملكة لفئات التحصين (محصن، أو محصن أكمل جرعة واحدة وأمضى 14 يومًا، أو محصن متعافٍ من الإصابة).

## منظومة الحج التقنية
وظفت وزارة الحج والعمرة السعودية منظومتها التقنية لضمان أداء الحج في ظروف صحية آمنة وذلك لمنع انتشار جائحة كورونا بين الحشود الكبيرة التي يصعب فيها تحقيق التباعد المكاني بين أفرادها، وقبل ذلك تحقيق مقاصد الشريعة الإسلامية في حفظ النفس البشرية.
وتستقبل الوزارة طلبات الراغبين في تأدية مناسك الحج عبر بوابة إلكترونية مخصصة لذلك، وقد أتاحت في حج العام 1442هـ ثلاث باقات لتأدية النسك يجري اختيار أي منها خلال عملية الحجز إلكترونيا.
وشملت أعمال الوزارة عددا من الحلول التقنية والمنصات الرقمية والخدمات التقنية الحديثة المقدمة لضيوف الرحمن، ومنها تطبيق «اعتمرنا»، والمحرك السعودي للحجز المركزي، إضافة إلى التوسع في إحلال الذكاء الاصطناعي في إدارة شؤون الحجاج.
وأطلقت الوزارة حزمة من الخدمات شملت مشروع «منصة الحج الذكي»، ومبادرة «الرقابة على الخدمات» لرفع مستوى خدمات السكن بهدف توفير مساحات إضافية للحجاج وتنظيم مسارات النقل الترددي، وبرنامج «التفويج» المخصص لإدارة الحشود عبر نظام إلكتروني لإعداد ومراقبة خطة التفويج، إضافة إلى «مشروع زيادة الطاقة الاستيعابية»، وبناء مخيمات مجهزة بمختلف الخدمات، ومبادرة «تطوير خدمات الإعاشة» للتوسع في تقديم الوجبات مسبقة التجهيز في المشاعر المقدسة، إلى جانب تدشين مبادرة «النظام الإلكتروني للمشاعر المقدسة»، من خلال نظام تقني رقابي لقياس جاهزية المشاعر المقدسة ومرافقها.
كما شملت منظومة مبادرات وزارة الحج والعمرة في الحقل التقني «بطاقة الحج الذكية»، وهي بطاقة موحدة لجميع الحجاج، تحتوي على معلوماتهم الشخصية والطبية والسكنية، يُمكنُ قراءتها عبر تطبيقٍ على الأجهزة الذكية يتم ربطه بالبطاقة مباشرة عبر تقنية اتصال المجال القريب NFC، وتسهم البطاقة في إرشاد الحجاج التائهين، والتحكم بالدخول للمخيمات والمرافق المختلفة، والحد من الحج غير النظامي.

## المشاعر الخضراء
هي مبادرة أطلقتها الهيئة الملكية لمدينة مكة المكرمة والمشاعر المقدسة - ممثلة في شركة كدانة للتنمية والتطوير- بدءاً من موسم حج هذا العام لتتواءم مع مبادرة السعودية الخضراء وذلك بالشراكة مع القطاع الخاص، وتستهدف معالجة 260 طناً من النفايات العضوية والنفايات الصلبة داخل المشاعر المقدسة.
وتشمل مبادرة «المشاعر الخضراء» عددا من البرامج وهي: مبادرة «إحرام» التي تستهدف تحويل قطعة الإحرام من نسيج مهدر يتم ردمه بالأطنان إلى نسيج معاد تدويره يستخدم في صناعة منتجات جديدة، ويمكن من خلال هذه المبادرة توليد صناعة منتجات بسعر أقل يصل إلى 45 % من قيمة منتجات مماثلة مستوردة، وأما المبادرة الثانية فهي «تدوير» التي تقوم على فرز وتجميع أحد أنواع النفايات الصلبة (علب البلاستيك) وتحويلها إلى نسيج مُعاد تدويره يستخدم لصناعة منتجات جديدة.
والمبادرة الثالثة عبارة عن فرز وتجميع ومعالجة النفايات العضوية وتحويلها إلى سماد طبيعي يعزز خصوبة التربة ويحسن قدرتها على البقاء رطبة واحتفاظها بالمياه بعد الري، إضافة إلى مبادرة «طهارة» التي تسعى إلى توزيع 90 ألف طقم معقمات ونظافة شخصية للحجاج والعاملين بالمشاعر المقدسة، وتشغيل ونظافة دورات مياه طريق المشاة بمشعر منى المظلل، وتحقيق أثر بيئي كبير من خلال رفع الوعي الصحي لدى ضيوف الرحمن وفرق المساندة وزيادة وعيهم بأهمية تعقيم اليدين والنظافة العامة للحد من انتشار الامراض، إلى جانب الارتقاء بجودة الخدمات والمنتجات في موسم الحج ونقل خبرات وممارسات عملية فعالة، وتمكين وتفعيل شركات القطاع الخاص المختصة في تطوير الخدمات المقدمة.